# Бей-Гарбор-Айлендс (Флорида)
Бей-Гарбор-Айлендс (англ. Bay Harbor Islands) — місто (англ. town) в США, в окрузі Маямі-Дейд штату Флорида. Населення — 5922 особи (2020).

## Географія
Бей-Гарбор-Айлендс розташований за координатами 25°53′18″ пн. ш. 80°8′1″ зх. д. / 25.88833° пн. ш. 80.13361° зх. д. (25.888383, -80.133601).  За даними Бюро перепису населення США в 2010 році місто мало площу 1,38 км², з яких 1,02 км² — суходіл та 0,35 км² — водойми. В 2017 році площа становила 1,09 км², з яких 1,03 км² — суходіл та 0,06 км² — водойми.

## Демографія
Згідно з переписом 2010 року, у місті мешкало 5628 осіб у 2599 домогосподарствах у складі 1438 родин. Густота населення становила 4090 осіб/км².  Було 3199 помешкань (2325/км²).
Расовий склад населення:
| - 91,5 % — білих - 2,5 % — чорних або афроамериканців - 1,2 % — азіатів - 0,2 % — корінних американців - 2,2 % — осіб інших рас |

До двох чи більше рас належало 2,3 %. Частка іспаномовних становила 46,3 % від усіх жителів.
За віковим діапазоном населення розподілялося таким чином: 21,7 % — особи молодші 18 років, 61,2 % — особи у віці 18—64 років, 17,1 % — особи у віці 65 років та старші. Медіана віку мешканця становила 41,0 року. На 100 осіб жіночої статі у місті припадало 87,0 чоловіків;  на 100 жінок у віці від 18 років та старших — 81,9 чоловіків також старших 18 років.
Середній дохід на одне домашнє господарство  становив 95 629 доларів США (медіана — 59 444), а середній дохід на одну сім'ю — 109 474 долари (медіана — 60 893). За межею бідності перебувало 16,0 % осіб, у тому числі 28,3 % дітей у віці до 18 років та 16,2 % осіб у віці 65 років та старших.
Цивільне працевлаштоване населення становило 2815 осіб. Основні галузі зайнятості: науковці, спеціалісти, менеджери — 21,7 %, освіта, охорона здоров'я та соціальна допомога — 21,4 %, мистецтво, розваги та відпочинок — 11,0 %, фінанси, страхування та нерухомість — 8,8 %.